# Kamperveen (gemeente)
Kamperveen, in de provincie Overijssel, was tot 1937 een zelfstandige gemeente. Per 1 januari 1937 ging de gemeente samen met de gemeenten Zalk en Veecaten, Grafhorst, Wilsum en IJsselmuiden op in de nieuwe gemeente IJsselmuiden, die op zijn beurt in 2001 opging in de gemeente Kampen.

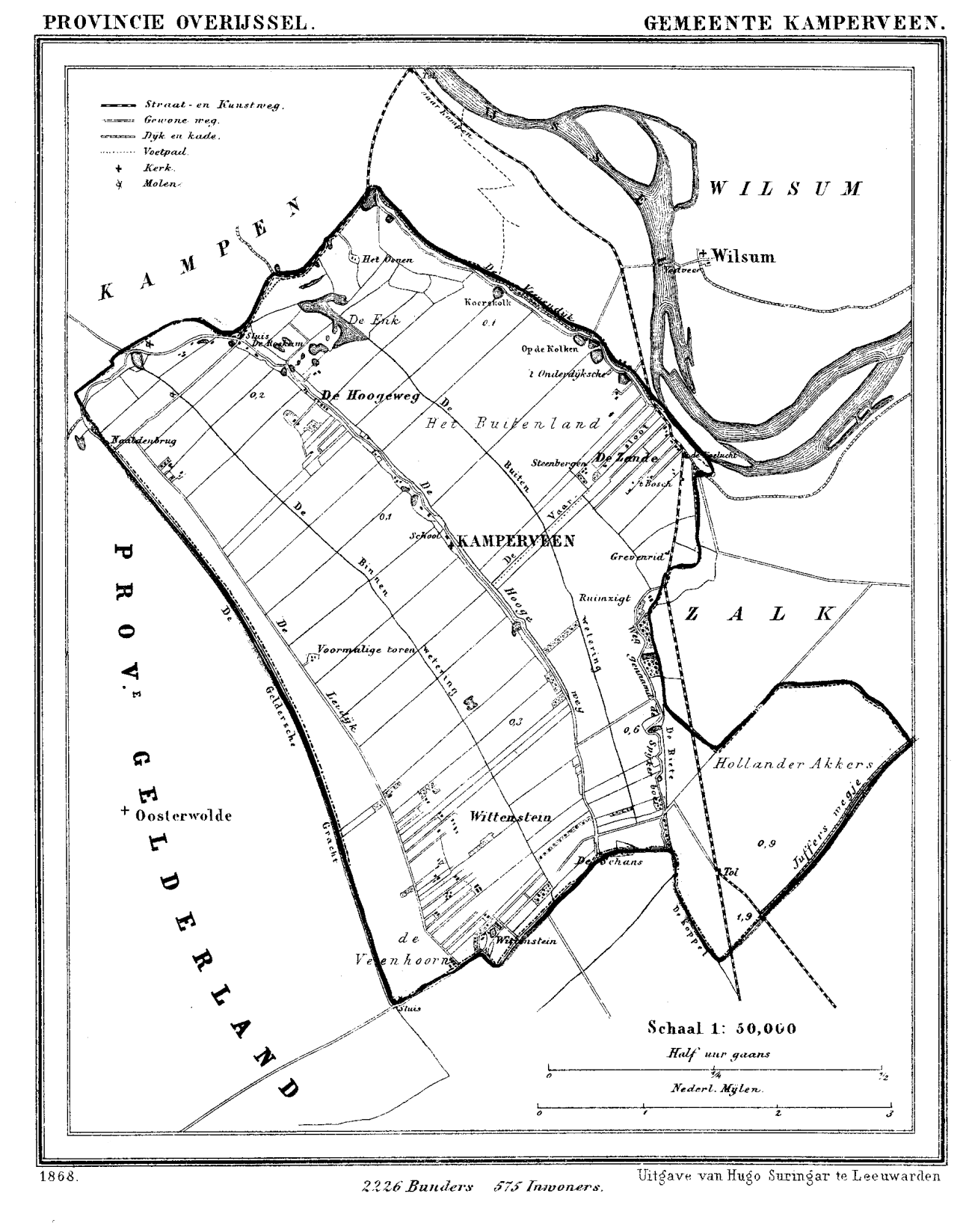
Kaart van de gemeente Kamperveen in 1868